# 5 кілометр
5 кілометр (рос. 5 километр) — селище (в минулому село) у складі Каргасоцького району Томської області, Росія. Входить до складу Каргасоцького сільського поселення.
Старі назви — 5-й км.

## Населення
Населення — 264 особи (2010; 269 у 2002).
Національний склад (станом на 2002 рік):
- росіяни — 90 %